# 마누엘 셀라야
마누엘 셀라야(스페인어: Manuel Zelaya, 1952년 9월 20일~)는 온두라스의 전직 대통령이다.
온두라스의 카타카마스(Catacamas)에서 태어났다. 국립온두라스대학교에 입학했으나 졸업은 하지 못하고 사업 일선에 뛰어들었는데 특히 목재업과 소 목축업에 주력해 많은 재산을 모았다.
1970년 PLH에 입당했으며 1985∼1988년 3회 연속 국회의원을 지냈다. PLH에서 많은 직책을 역임했고, PLH 집권 정부에서 투자부장관을 지냈다.
2005년 대통령 선거에 출마해 50%를 득표, 당선됐다. 대통령 선거에서는 경제적 궁핍과 이를 원인으로 한 조직폭력단들의 빈번한 범죄가 최대 쟁점 문제가 됐는데, 경찰의 수를 9000명에서 1만 8000명으로 두 배 늘려 불안한 치안 문제를 해결한다는 것에 선거 전략의 중점을 두어 승기를 잡았다. 2009년 6월 28일 군부 쿠데타로 인해 온두라스에서 추방됐지만, 2009년 9월 21일 다시 온두라스로 돌아왔다.
2021년 온두라스 대통령 선거에서 그의 아내인 시오마라 카스트로가 온두라스 최초의 여성 대통령으로 당선되면서 온두라스 최초의 영부군이 되었다.